# Zempoala, Hidalgo
Zempoala är en kommunhuvudort i Mexiko.   Den ligger i kommunen Zempoala och delstaten Hidalgo, i den sydöstra delen av landet, 70 km nordost om huvudstaden Mexico City. Zempoala ligger 2 460 meter över havet och antalet invånare är 5 814.
Terrängen runt Zempoala är kuperad österut, men västerut är den platt. Terrängen runt Zempoala sluttar västerut. Runt Zempoala är det ganska tätbefolkat, med 90 invånare per kvadratkilometer. Närmaste större samhälle är Ciudad Sahagun, 18,3 km sydost om Zempoala. Trakten runt Zempoala består till största delen av jordbruksmark.